# Kenneth Ray
Kenneth Ray, južnoafriški general in vojaški inženir, * 1894, † 1956.